# Вангеры
«Ва́нгеры» (англ. Vangers: One For The Road) — компьютерная игра, выпущенная российской компанией К-Д Лаб в 1998 году. Обладает оригинальным сюжетом и представляет собой Action-adventure, основным элементом которой являются боевые машины. В 2014 году вышло переиздание в Steam и GOG, включающее обновлённую версию игры для Linux, macOS и Windows. В настоящее время ведётся разработка версии с открытым исходным кодом — Vangers Community.

## Игровой процесс
«Вангеры» — компьютерная игра, действие которой разворачивается в вымышленной вселенной под названием «Потерянная Цепь». Согласно предыстории игры, человечество открыло способ создания Коридоров для путешествий между мирами, что привело к столкновению с высокоразвитой расой криспоидов. Последовавшая война и генетические эксперименты породили новые гибридные формы жизни, образовав Потерянную Цепь Миров с тремя основными биосами. В результате генетического слияния насекомых и гуманоидов возникли существа, напоминающие общественных насекомых, но сохранившие остатки человеческого сознания.
Игровой мир состоит из трех основных планет: Фострала, населенного элиподами, Глоркса, где живут бибураты, и Некросса — дома циксов. Кроме того, существуют секретные миры, где можно найти ценные артефакты. Главные герои игры — Вангеры, представляющие собой гибридных существ, выполняющих роли байкеров, путешественников и торговцев. Игрок становится одним из Вангеров и получает возможность исследовать миры Потерянной Цепи, взаимодействовать с местными обитателями, участвовать в торговле и сражениях. Сюжет игры нелинеен и предоставляет игроку свободу действий. Существует три основных варианта прохождения игры, различающихся по сложности, с несколькими концовками, зависящими от принятых решений игрока.
В игре присутствуют ролевые элементы, такие как параметры Удача и Авторитет, влияющие на игровой процесс. Важную роль играют различные артефакты, позволяющие выполнять уникальные действия. Игровой процесс включает в себя исследование миров, выполнение заданий, торговлю, сражения и поиск артефактов. Конечная цель игры связана с обнаружением особого артефакта — Спумии, что позволяет завершить игру.

## Технология
Движок игры Surmap A-R-T построен на базе воксельной технологии, позволяя создавать большие многоуровневые непрерывные воксельные пространства с изменяемыми «живыми» ландшафтами. Поверхность может изменяться в реальном времени: следы от колёс, кратеры от взрывов, блуждающие холмы и ямы, приливы и отливы, шевелящиеся ловушки, морфирующие ландшафтные зоны, геологические лифты и так далее.
В игре реализована физическая модель взаимодействия объектов с трёхмерной поверхностью ландшафтов: игрок может пересекать территории на колёсах, плыть под или над водой, летать и ползти под землёй.
Движок и игра написаны на C++.

## Переиздание
25 апреля 2014 года KranX Productions объявило о переиздании игры, которая была создана в 1998 году компанией К-Д ЛАБ под руководством Андрея «Кранка» Кузьмина. В данной версии решено множество проблем с запуском игры на современных операционных системах и исправлены некоторые ошибки. Игра запускается только в разрешении 800 на 600 пикселей. Распространяется через магазин Steam.
12 марта 2016 исходный код Вангеров был открыт под свободной лицензией GPLv3. Релиз не включает ресурсы, поэтому для игры всё ещё нужно приобрести Steam или GOG-релиз.

## Печатное издание
В июле 2018 года издательством «Товарищ Ворон» был издан сборник со всеми текстами из игры. В июне 2020 вышло исправленное переиздание. Проект согласован с создателем игры, Андреем «Krank» Кузьминым.

## Саундтрек
Музыкальное оформление игры было подготовлено Виктором «Ruber» Краснокутским (в дальнейшем создавшим студию TriHorn Productions, и Андреем «Krank» Кузьминым, в дальнейшем создателем и руководителем компании KranX Productions)
В марте 2007 года саундтрек был частично пересведен Виктором Краснокутским, в него были добавлены несколько треков, и он был опубликован в свободном доступе на сайте game-ost.ru
В августе 2021 года лейбл ICONIC PROMO выпустил саундтрек на аудиокассете. Также на кассету записан альбом группы Zonnup Kroofier, создателем которой является Андрей Кузьмин.
В мае 2024 года саундтрек был переиздан на цифровых площадках.
| №   | Название             | Длительность |
| --- | -------------------- | ------------ |
| 1.  | «Главная Тема»       | 2:51         |
| 2.  | «Фострал»            | 1:48         |
| 3.  | «Глоркс»             | 2:09         |
| 4.  | «Некросс»            | 3:59         |
| 5.  | «Икспло»             | 2:11         |
| 6.  | «Секретные Миры»     | 3:03         |
| 7.  | «Тема Гибели»        | 2:01         |
| 8.  | «Вангеры Навсегда»   | 2:32         |
| 9.  | «Инферналы»          | 3:21         |
| 10. | «Фострал 2000»       | 3:02         |
| 11. | «Безумство Некросса» | 3:27         |

## Критика
«Вангеры» получили смешанные отзывы критиков.

Александр Вершинин из Game.EXE оценил игру на 90%. Он похвалил игру за хороший искусственный интеллект, проработанный игровой мир и геймплей.
| Сводный рейтинг       | Сводный рейтинг |
| Агрегатор             | Оценка          |
| --------------------- | --------------- |
| GameRankings          | 57,14 %         |
| Русскоязычные издания |                 |
| Издание               | Оценка          |
| Game.EXE              | 90 %            |
| «НИМ»                 | 5,0 из 10       |
| «Страна игр»          | 8,5 из 10       |

Сергей Долинский и Дмитрий Платонов из «Страны игр» также положительно оценили игру, оценив игру на 8,5 из 10. В качестве её главного достоинства отмечалась графика и игровой мир, который «развивается независимо от игрока, по собственным законам».
Игорь Власов из «Навигатора игрового мира» написал более прохладную рецензию. Он похвалил проект за оригинальность задумки, технологичность движка, сюжет и графику. Однако, было негативно оценено звуковое оформление и затянутость игрового процесса. Кроме того, он в заключении назвал игру «абсолютно неиграбельной» и оценил ее лишь на 5 баллов из 10.